# Švýcarská armáda
Švýcarská armáda (německy Schweizer Armee, francouzsky Armée suisse, italsky Esercito svizzero, rétorománsky Armada svizra) představuje ozbrojené síly Švýcarska, které jsou charakteristické důrazem na obranu neutrality země a svým miličním systémem, v němž většinu vojáků tvoří branci a záložníci. V roce 2017 sloužilo ve švýcarské armádě 120 496 vojáků, z nichž bylo 9163 stálých zaměstnanců. Dalších 37 939 osob se nacházelo v záloze. Vojenská služba je ve Švýcarsku pro muže povinná, od roku 1990 však existuje alternativní možnost práce v sociálních službách. Vojáci v záloze mají doma tradičně – kromě uniformy – i své střelné zbraně.

## Historie
Historie novodobé švýcarské armády sahá do roku 1815, přičemž ústava z roku 1848 sjednotila kantonální armády do federální armády a zároveň ustanovila všeobecnou brannou povinnost všech švýcarských občanů, kteří jsou povinni absolvovat základní vojenskou službu a následná vojenská cvičení záložníků.

## Reforma armády
Na základě rozhodnutí z roku 2010 prochází švýcarská armáda programem „dalšího rozvoje armády“ – Weiterentwicklung der Armee (WEA). V souladu s WEA dochází k postupnému snižování početního stavu armády na 100 tisíc mužů a reorganizaci řady jednotek a útvarů. Rozpuštěno bude 69 vojskových těles (17 aktivních a 52 záložních), přičemž celkový počet praporů a oddílů má být snížen ze 177 na 109. WEA posiluje roli teritoriálních útvarů, které byly reorganizovány a přejmenovány na teritoriální divize, jejichž úkolem je pomoc při živelních pohromách, jakož i zajištění bezpečnostních či podpůrných operací ve prospěch civilních orgánů. S účinností od 1. ledna 2018 bylo restrukturalizováno také velení švýcarské armády.
Armádní zpráva pro rok 2018 (Armeebotschaft 2018) počítá s navýšením investic i připravenosti armády, vyřazováním či modernizací zastaralé výzbroje a akvizicí nové techniky. Pro vzdušné síly je plánováno pořízení primárních a sekundárních radarů systému řízení letového provozu a prostředků rádiové komunikace, modernizace 20 let starých vrtulníků AS532 Cougar a vyřazení 27 z 53 zbývajících stíhacích letounů F-5 Tiger. Pozemní síly by měly obdržet moderní modulární výstroj pro vojáky (především neprůstřelné vesty) a nové útočné a odstřelovací pušky. Vyřazeno bude naopak 106 stíhačů tanků na podvozku obrněných transportérů Piranha a 162 samohybných houfnic, přičemž ve výzbroji čtyř dělostřeleckých oddílů jich zůstane 96. V letech 2019 až 2024 budou – jakožto relikt studené války – odepsána také veškerá zbývající pevnostní děla.

## Organizace
- Velitel armády (Chef der Armee)
  - Štáb armády (Armeestab)

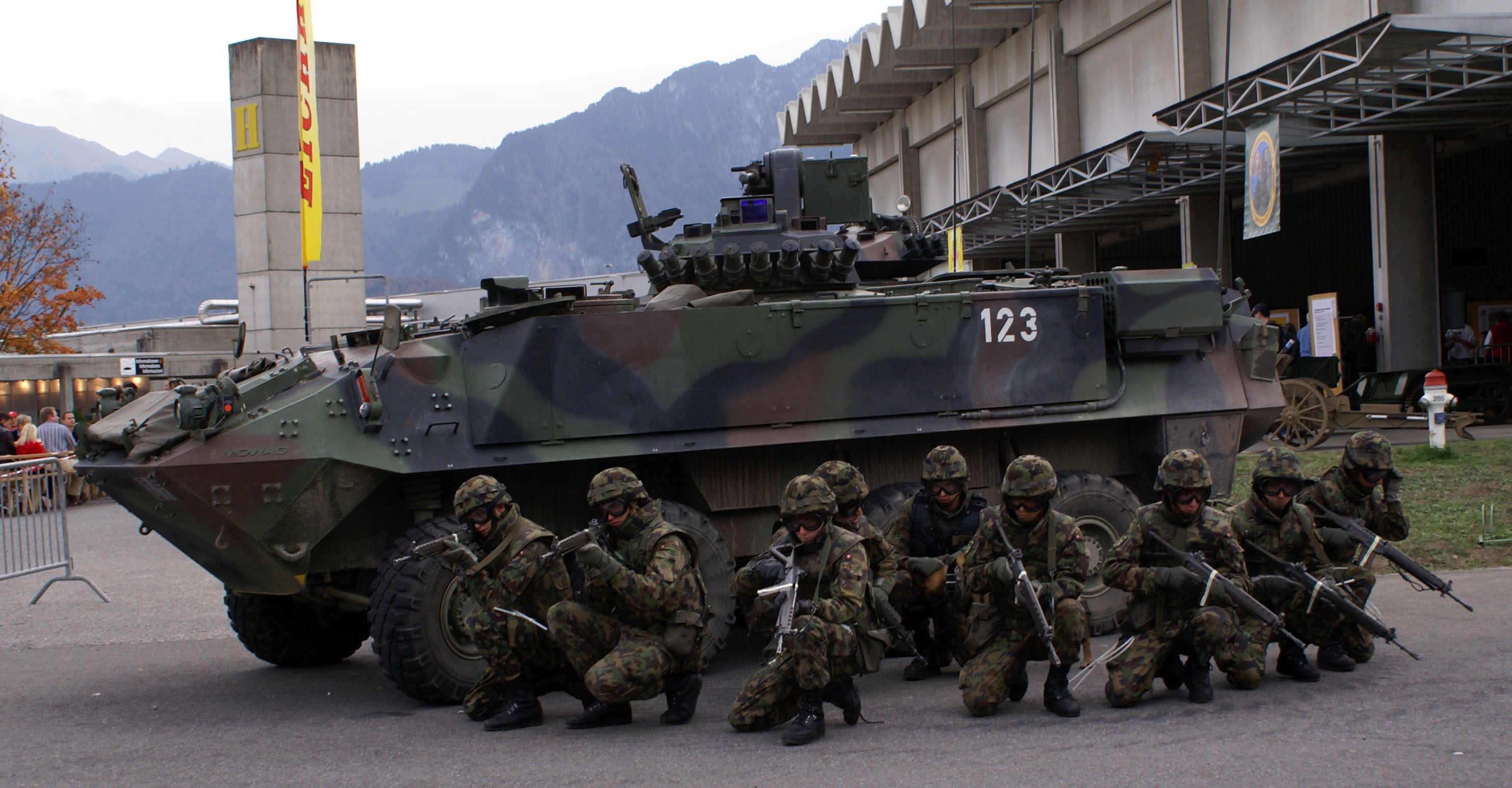
Švýcarští vojáci před obrněným transportérem Mowag Piranha

- Operační velitelství (Kommando Operationen)
  - Pozemní síly (Heer) se dělí na miliční a profesionální část. První (miliční) komponent zahrnuje tři mechanizované brigády (č. 1, 4 a 11), jimž jsou podřízeny prapory bojových jednotek, bojové podpory a velitelské podpory. Druhá (profesionální) část zajišťuje velení, řízení, organizaci a plánování operací či doktrín v součinnosti s teritoriálními divizemi.[6]
  - Teritoriální divize (Territorialdivision 1–4)
  - Vojenská policie (Militärpolizei)
  - Vzdušné síly (Luftwaffe)
  - Kompetenční centrum SWISSINT (Kompetenzzentrum SWISSINT)
  - Velitelství speciálních sil (Kommando Spezialkräfte)
- Armádní logistická základna (Logistikbasis der Armee)
- Základna podpory velení a řízení (Führungsunterstützungsbasis)
- Velitelství výcviku (Kommando Ausbildung)

## Technika (pozemní síly)

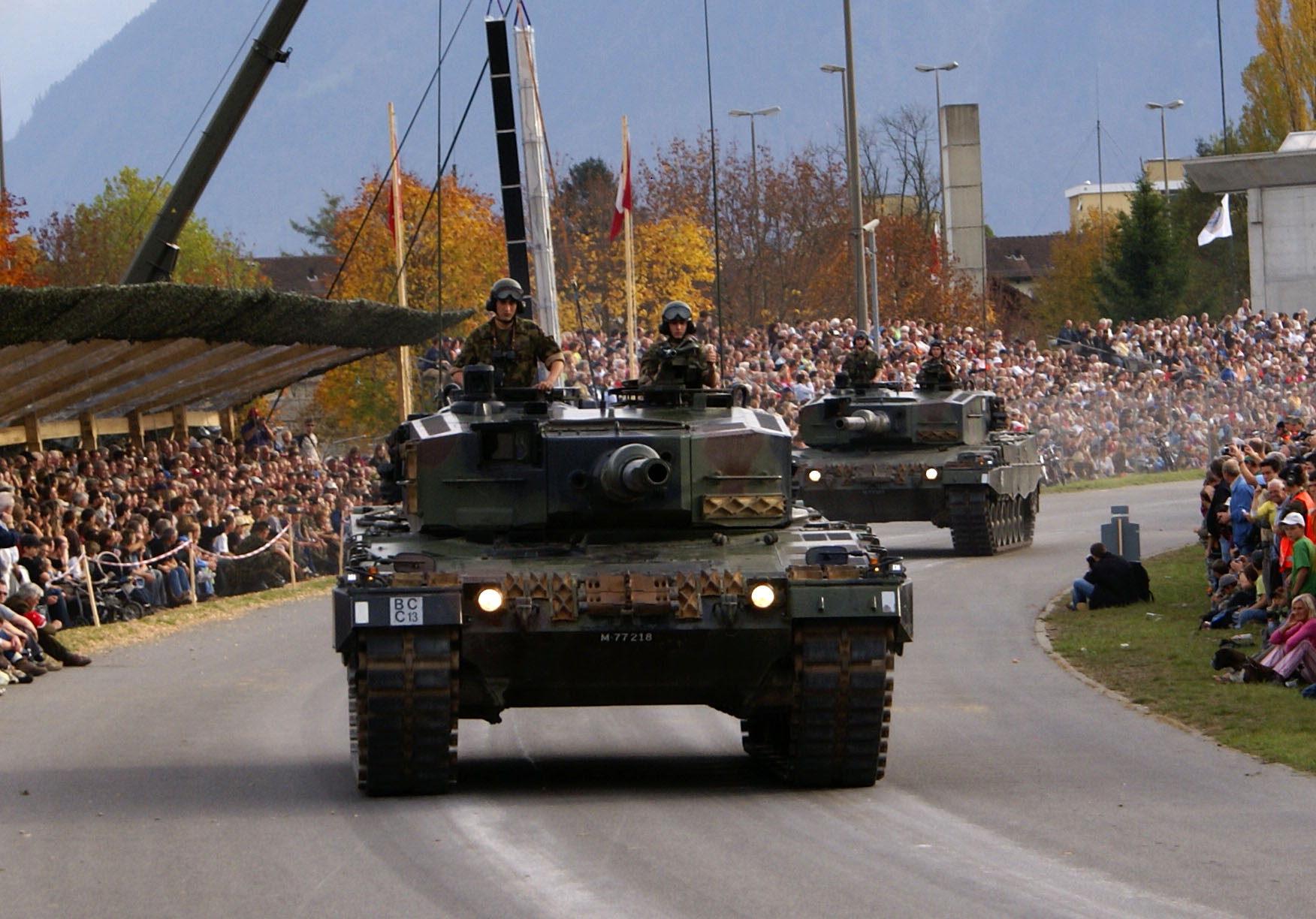
Německé tanky Leopard 2 jsou ve Švýcarsku označovány jako Panzer 87

| Označení švýcarské armády              | Typ                               | Počet |
| -------------------------------------- | --------------------------------- | ----- |
| Panzer 87 Leopard WE                   | tank Leopard 2                    | 134   |
| Schützenpanzer Typ M 113               | obrněný transportér M113          | 369   |
| Schützenpanzer 2000                    | bojové vozidlo pěchoty CV90       | 186   |
| Radschützenpanzer Piranha (I, II, III) | obrněný transportér Mowag Piranha | 925   |
| Genie- und Minenräumpanzer Leopard     | ženijní a odminovací tank Leopard | 12    |
| Bergepanzer Büffel                     | vyprošťovací tank Büffel          | 25    |
| Schiesskommandantenfahrzeug INTAFF     | vozidlo řízení palby INTAFF       | 119   |
| Aufklärungsfahrzeuge 93, 93/97, 97/06  | průzkumné vozidlo Mowag Eagle     | 322   |
| Panzerhaubitzen M 109 KAWEST WE        | samohybná houfnice M109           | 133   |
| GMTF Duro IIIP                         | terénní automobil Mowag Duro      | 417   |
| Patrouillenboot 16                     | hlídkový člun typu 16             | 14    |